# Jacob Romero Gibson
Jacob Romero Gibson (Giamaica, 11 luglio 1996) è un attore giamaicano naturalizzato statunitense.

## Biografia
Dal 2019 al 2020 ha interpretato il ruolo di AJ Delajae della serie televisiva Greenleaf.
Dal 2023 interpreta Usop nella serie di Netflix One Piece, basata sull'omonimo manga.

## Filmografia

### Televisione
- The Resident – serie TV, episodio 1x06 (2018)
- All Rise – serie TV, episodio 1x04 (2019)
- Grey's Anatomy – serie TV, episodio 16x04 (2019)
- Greenleaf – serie TV, 15 episodi (2019-2020)
- One Piece – serie TV, 6 episodi (2023-in corso)

## Doppiatori italiani
Nelle versioni in italiano delle opere in cui ha recitato, Jacob Romero Gibson è stato doppiato da:
- Alex Polidori in One Piece